# ريتشارد فرومبيرج
ريتشارد فرومبيرج (بالإنجليزية: Richard Fromberg)‏ مواليد 28 أبريل 1970 في تاسمانيا، هو لاعب كرة مضرب أسترالي سابق بدأ مسيرته كمحترف سنة 1988 وكان يلعب باليد اليمنى، اعتزل اللعب في 2005. أعلى تصنيف له في الفردي كان المركز الـ 23 في سنة 1990. سبق أن شارك في دورة الألعاب الأولمبية الصيفية.

## روابط خارجية
- ريتشارد فرومبيرج على موقع رابطة محترفي التنس (الإنجليزية)
- ريتشارد فرومبيرج على موقع الاتحاد الدولي لكرة المضرب (الإنجليزية)
- ريتشارد فرومبيرج على موقع كأس ديفيز (الإنجليزية)
- ريتشارد فرومبيرج على موقع اتحاد التنس الأسترالي (الإنجليزية)
- ريتشارد فرومبيرج على موقع خلاصة التنس.كوم (الإنجليزية)
- ريتشارد فرومبيرج على موقع أوليمبيديا (الإنجليزية)
- ريتشارد فرومبيرج على موقع اللجنة الأولمبية الأسترالية (الإنجليزية)